# Alexander Voet (II)

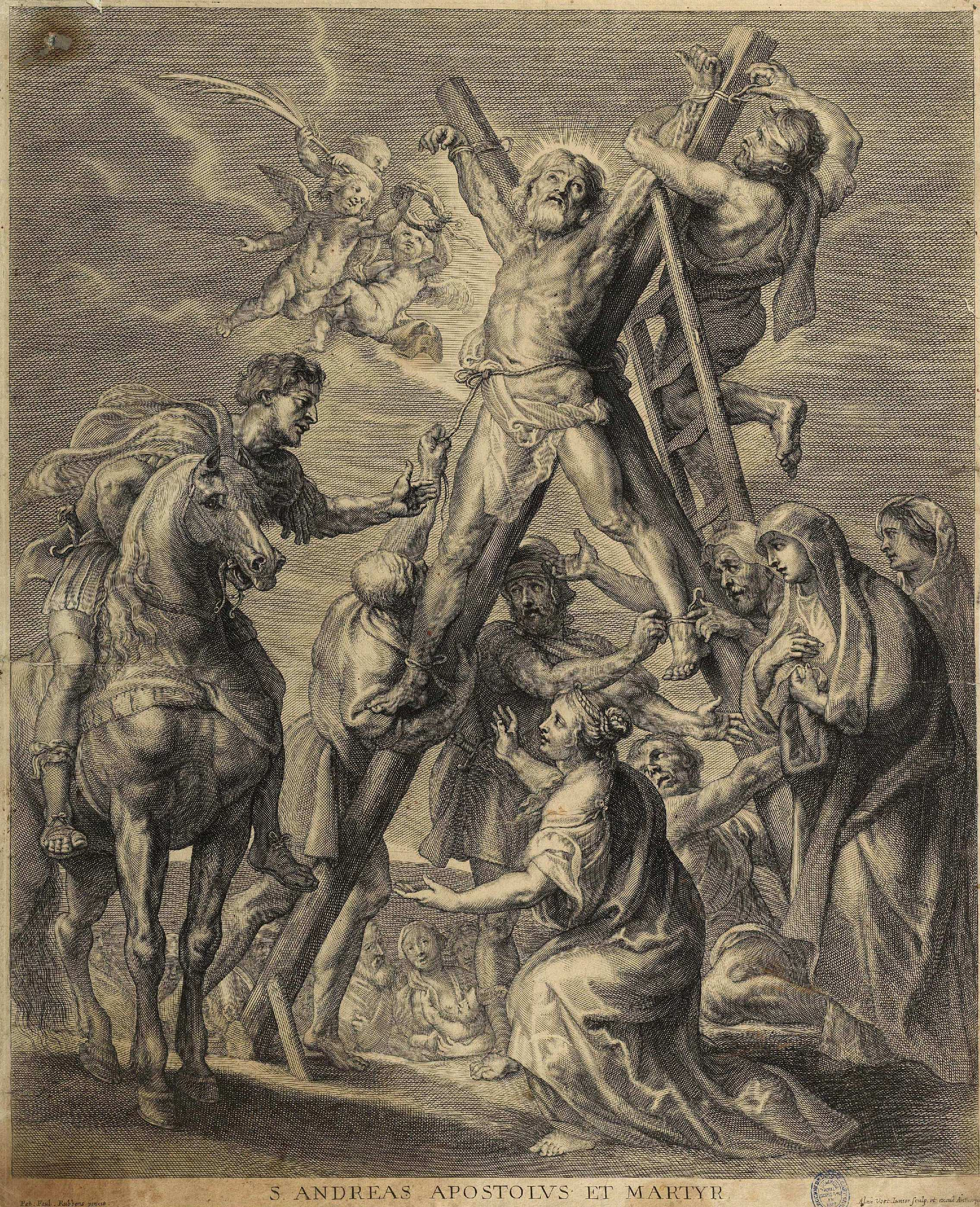
La crucifixión de San Andrés, grabado a buril firmado como editor y grabador por Alexander Voet iunior basado en el Martirio de San Andrés de Rubens conservado en la Fundación Carlos de Amberes de Madrid, antiguo Hospital de San Andrés de los Flamencos. Biblioteca Nacional de España.

Alexander Voet (II) (Amberes, 1637-después de 1695) fue un grabador a buril y editor flamenco. Firmaba sus obras Alexander Voet iunior. 

## Biografía
Hijo de Alexander Voet, llamado I o el Viejo, y de Sara van der Steen, nació en Amberes el 27 de junio de 1637. Formado con su padre y con Paulus Pontius, en 1661 viajó a Roma para completar su formación y a finales del año siguiente o comienzos del próximo se inscribió en el gremio de San Lucas de Amberes como hijo de un maestro. De 1665 a 1689 residió en Gante.
Parece probable que, como su padre, emplease a otros grabadores en su taller, especializado en estampas religiosas y de reproducción. Entre estas destacan las de obras de Rubens, como La crucifixión de San Andrés, buril basado en el gran lienzo del altar mayor del Hospital de San Andrés de los Flamencos de Madrid, Sátiro y bacante, Judit y Holofernes según la versión de los Uffizi, Caridad romana, derivada de la versión del Rijksmuseum de Ámsterdam, La muerte de Séneca de la Alte Pinakothek de Múnich, San Agustín (Praga) y La Virgen con el Niño y ángeles; grabó, además, la Alegoría de la Vanidad (Nosce te ipsum) y La locura con un gato en los brazos de Jacob Jordaens y retratos por pinturas de Pieter Thijs y Erasmus Quellinus II.